# ハインリッヒ・ガイスラー

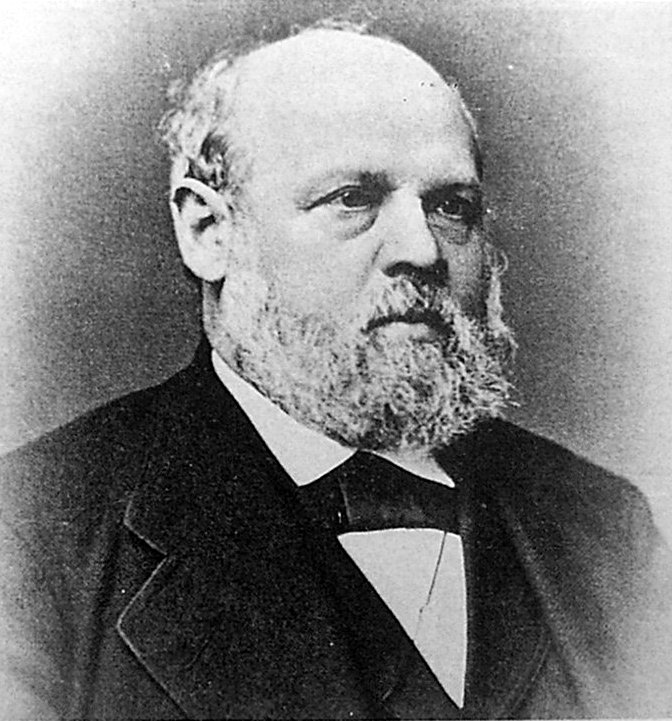
ハインリッヒ・ガイスラー

ヨハン・ハインリッヒ・ウィルヘルム・ガイスラー（Johann Heinrich Wilhelm Geißler, 1814年5月26日 - 1879年1月24日）は、ドイツの物理学者。真空放電管であるガイスラー管の発明者である。

## 生涯
ドイツテューリンゲン州のイーゲルシープ (de:Igelshieb) に生まれ、父親から機械技術とガラス細工の技術を受け継いだ。1850年にボンに住み、1852年に物理や化学用機器の製造所を開いた。1855年にはパリ万国博覧会に出品し、金賞を受賞した。温度計や圧力計などが高い評価を得て、ボン大学から多くの注文を受けた。物理学者のユリウス・プリュッカー とともに、1852年に温度計測に関する論文を発表した。ガラス製の温度計やガイスラー管や、水銀を使う真空ポンプの発明を行った。1868年、ボン大学から名誉学位を取得し、没するまでボン大学で教えた。